# Сімейчине (село)
Сіме́йчине —  село в Україні, в Путивльському районі Сумської області. Населення становить 80 осіб. До 2018 орган місцевого самоврядування — Козаченська сільська рада.

## Географія
Село Сімейчине знаходиться на березі річки Берюшка, вище за течією на відстані 1 км розташоване село Козаче, нижче за течією на відстані 1 км розташоване село Уцькове. По селу протікає пересихаючий струмок з загатою.

## Історія
12 червня 2020 року, відповідно до розпорядження Кабінету Міністрів України № 723-р «Про визначення адміністративних центрів та затвердження територій територіальних громад Сумської області», село увійшло до складу Путивльської міської громади.
19 липня 2020 року, в результаті адміністративно-територіальної реформи та ліквідації Путивльського району, увійшло до складу новоутвореного Конотопського району.
5 червня 2025 року Постановою Верховної Ради України № 4483-ІХ «Про перейменування окремих населених пунктів, назви яких містять символіку російської імперської політики або не відповідають стандартам державної мови» село Сімейкине перейменовано на Сімейчине. 18 червня 2025 року перейменування набуло чинності.

#### Російське вторгнення в Україну (з 2022)
Станом на 27 березня 2024 року 4 села Путивльської громади – Козаче, Малушине, Мишутине та Сімейкине мають статус територій, де ведуться чи велися бойові дії.
11 серпня 2024 року село обстріляв агресор. Як повідомили в оперативному командуванні «Північ» зафіксовано 3 вибухи, ймовірно КАБ.   
14 серпня 2024 року село зазнало чергової атаки агресора. Оперативне командування «Північ» зафіксувало 5 вибухів, ймовірно міномет 120 мм.   

## Населення

### Мова
Розподіл населення за рідною мовою за даними перепису 2001 року:
| Мова       | Кількість | Відсоток |
| ---------- | --------- | -------- |
| російська  | 75        | 93.75%   |
| українська | 5         | 6.25%    |
| Усього     | 80        | 100%     |